# Paul Aurnhammer von Aurnstein
Paul Aurnhammer von Aurnstein, avstrijski general, * 9. december 1789, † 18. januar 1863.

## Pregled vojaške kariere
Napredovanja
- generalmajor: 10. december 1850